# 고자시부야역
고자시부야역(일본어: 高座渋谷駅, こうざしぶやえき)은 일본 가나가와현 야마토시에 위치한 오다큐 전철의 역이다. 역 번호는 OE 07이다.

## 역사
- 1929년 4월 1일: 영업 개시, "직통" 정차역이 됨. 또한, 각역정차는 신주쿠 ~ 이나다노보리토(현, 무코가오카유엔) 간에서만 운행되었음.
- 1945년 6월: "직통"이 폐지된 각역정차가 전 노선에서 운행되어 정차역이 됨.
- 1946년 10월 1일: 준급이 설정되어 정차역이 됨.
- 1952년 11월 25일: 사쿠라가오카 역의 개통에 따라, 후지사와 쪽으로 약 600m 이전 및 영업 개시.
- 2002년 3월 22일: 에노시마 선 내 준급이 폐지되고 각역정차만 정차역이 됨.

## 역 구조
상대식 승강장 2면 2선의 지상역이다. 개찰구는 두 승강장의 사가미오노 방향에 있다. 두 승강장은 과선교로 연결되고 엘리베이터가 설치되어 있다.
2012년 8월에 행선지 안내기가 신설되었다.

### 승강장
| 번호 | 노선        | 방향 | 행선                                |
| ---- | ----------- | ---- | ----------------------------------- |
| 1    | 에노시마 선 | 하행 | 후지사와・가타세에노시마 방면       |
| 2    | 에노시마 선 | 상행 | 사가미오노・신주쿠・ 지요다 선 방면 |

## 역 주변
야마토 시 남부 토지 구획 정리 사업으로 인하여 역 주변 재개발이 진행되고 있다. 그에 따라, 서쪽 출입구를 중심으로 주택지 외에 슈퍼 마켓 음식점 등이 건설되었다. 서쪽 출입구 정면에는 역 복합 건물 "IKOZA(이코자)"가 2010년 1월 29일에 오픈하였다. 2010년 기준으로는 동쪽 출입구 주변의 구획 정리가 본격화되었다. 2014년 말 시점에서는, 역 주변 재개발은 일단락되고 있지만 역 주변에는 쇼와 시대의 모습 및 건물은 역 시설과 시부야 초등학교 이외 일소되고 있다.
역 주변은 주택지에서 의료 기관과 은행이 많이 입지한다. 한편, 우체국은 역에서 도보 10분 이상 걸린다. 역에서 버스가 야마토 시 마을 버스와 가나가와 중앙 교통의 가미와다 단지 ~ 은행 단지 간 왕복 노선이 있지만 후자 신설 시 각 단지에서 시 북부의 야마토 역과 시립 병원에 편이 대폭 폐지가 삭감되자 버스 단체로 보면 불편하게 된 측면이 강하다.
역 바로 아래를 도카이도 신칸센이 다니고 있으며, 제2야마토 터널에서 본 역 밑으로 지나가고 있다. 도쿄 방향에는 신칸센 노선으로서는 최단의 첫 야마토 터널(30m)이 있다. 이곳에는 신역 설치 계획도 존재했었다.
매년 봄만 되면 삼지닥나무로 유명한 히키치 강의 벚꽃길로 가장 가까운 역으로 붐빈다.
- IKOZA
  - 야마토 시 시부야 학습 센터(도서관)
  - 야마토 시청 시부야 분실
  - 야마토 시 안전 안심 스테이션 고자시부야
- 일본기독교단 고자시부야 교회
- 쓰네이즈미 절
- 야마토 유토리노모리 공원
- 야마토 경찰서 후쿠다 파출소
- 이온 야마토 쇼핑 센터
- 요코하마 은행 고자시부야 지점
- 가나가와 은행 고자시부야 지점
- 그린 하우스 시부야
- 고자시부야 우체국 - 소재지는 후지사와시이다.
- 야마토 후쿠다 우체국

## 사진

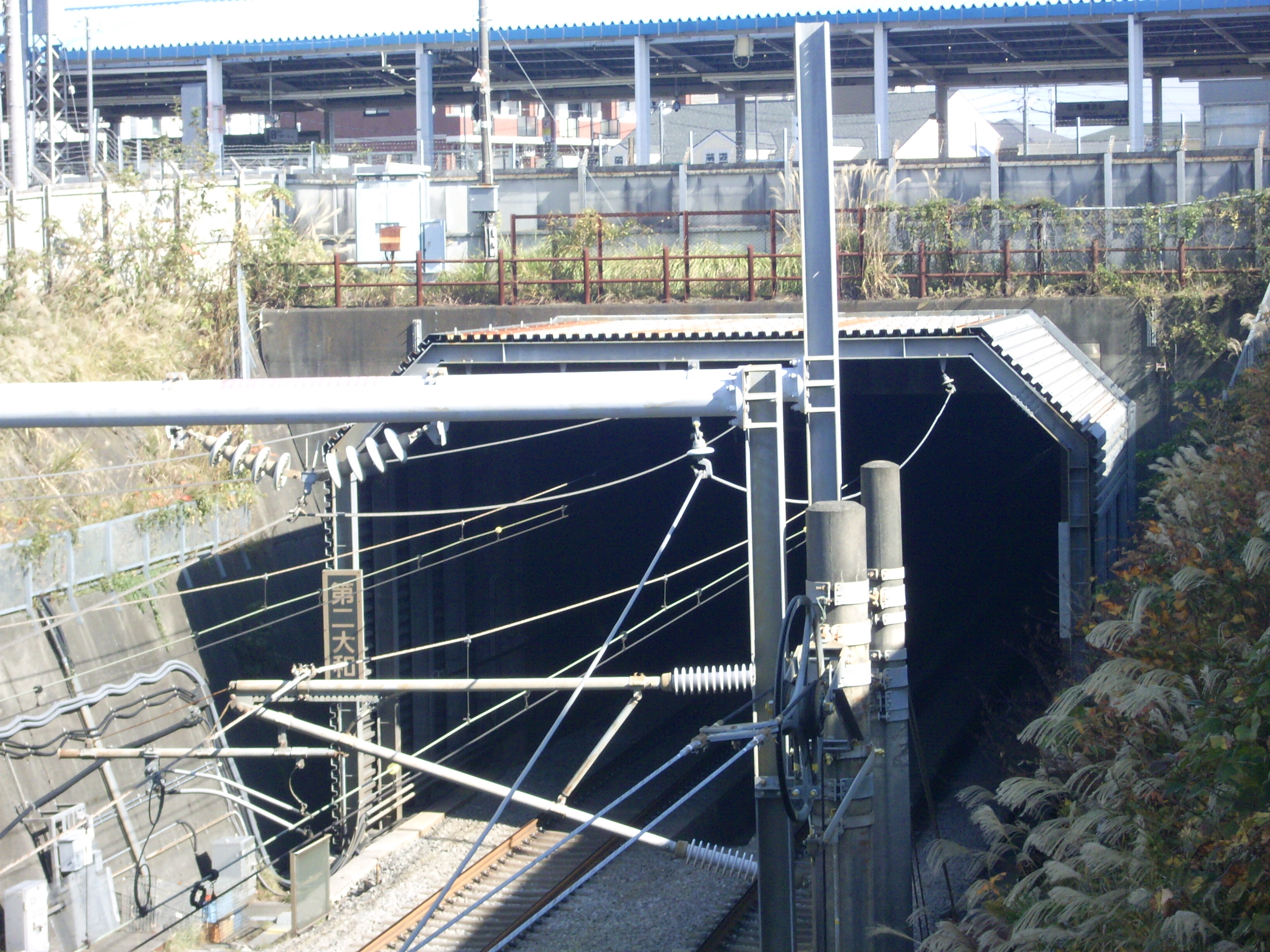
도카이도 신칸센의 제2야마토 터널 바로 위에 오다큐 전철 에노시마 선의 고자시부야 역이 있다.

## 인접역
| 오다큐 전철 에노시마 선        | 오다큐 전철 에노시마 선 | 오다큐 전철 에노시마 선        |
| ------------------------------ | ----------------------- | ------------------------------ |
| OE 06 사쿠라가오카 신주쿠 방면 | ■ 각역정차              | 조고 OE 08 가타세에노시마 방면 |